# Heidkoppelmoor (Schneverdingen)
Das Heidkoppelmoor ist ein Hochmoor in der Wümmeniederung bei Schneverdingen in Niedersachsen.
Das Heidkoppelmoor gehört zu den kleineren Moorkomplexen in der Nähe der Wümme. Das Gebiet weist eine weitgehend intakte Vegetation auf knapp 60 Hektar auf. Geomorphologisch konnte sich dieses Moor entwickeln, da zwischen dem fruchtbaren „Tal“ der Wümme und dem umgebenden Land eine eiszeitliche Sanddüne liegt. Durch diese Randlage konnten sich hier zwischen Heideflächen feuchte Bereiche und das kleine Heidkoppelmoor bilden.
Eine kleine Gruppe aktiver Moorschützer betreute das Heidekoppelmoor 2011 und 2012. Die Gruppe sorgte mit Landschaftspflegemaßnahmen für den Schutz von etwa 10 Hektar Moorfläche im nördlichen Teil.
Auf der gegenüberliegenden (nördlichen) Seite der Wümme liegt das 21 Hektar große Naturschutzgebiet „Heidemoor bei Ottermoor“.